# Herzogenbuchsee
Herzogenbuchsee är en ort och kommun i distriktet Oberaargau i kantonen Bern, Schweiz. Kommunen har 7 438 invånare (2023).
2008 inkorporerades grannkommunen Oberönz i Herzogenbuchsee.
Herzogenbuchsee har station vid järnvägen Bern-Burgdorf-Langenthal-Olten. Den gamla vägen (huvudväg 1) mellan Bern och Zürich går genom kommunen. Andra viktiga vägar är huvudväg 22 Solothurn - Wangen an der Aare - Herzogenbuchsee och huvudväg 269 Solothurn - Derendingen - Oberönz.